# Mangulile
Mangulile (uit het Nahuatl: "Vijf waters") is een gemeente (gemeentecode 1514) in het departement Olancho in het midden van Honduras.
Mangulile ligt ten noorden van Yocón, ten zuidwesten van Manto en ten zuidoosten van Salamá. Het dorp ligt aan de rivier die eveneens Mangulile heet.

## Bevolking
De bevolking is als volgt verdeeld:
| Vrouwen | 4626 | 48,8% |
| Mannen  | 4855 | 51,2% |

## Dorpen
De gemeente bestaat uit vijftien dorpen (aldea), waarvan het grootste qua inwoneraantal: Mangulile (code 151401).